# Goodbye to Gravity
A Goodbye to Gravity egy román metalcore együttes. A zenekar öt tagjából négy a 2015. október 30-i koncertjükön keletkezett tűzvész áldozata lett.

## Története
A zenekar 2010-ben alakult, azonban csak 2011-ben léptek fel először közönség előtt. A csapat frontembere, Andrei Găluț, 2008-ban megnyerte Romániában a helyi Megasztár televíziós tehetségkutató versenyt. Első albumukat 2012-ben adták ki, melynek címe megegyezett az együttes nevével, majd leszerződtek a Universal Musichoz. 2015-ben adták ki második albumukat Mantras of War címmel. 2015. október 30-án rendezték az utolsó (lemezbemutató) koncertjüket.

### Utolsó koncertjük
A zenekar a Mantras of War című albumuk ingyenes lemezbemutató koncertjét tartotta a bukaresti „Colectiv” szórakozóhelyen, amikor a színpadon használt pirotechnika tűzet okozott. A tragédiában 64 ember vesztette életét. A zenekar két gitárosa, Mihai Alexandru és Vlad Telea a helyszínen elhunyt. A dobos, Bogdan Enache november 8-án halt meg, mikor repülőgéppel szállították Svájcba, a zürichi kórházba. Az énekes Andrei Găluț barátnőjét, Mădălina Strungaru-t és a zenekar basszusgitárosát, Alex Pascu-t november 11-én érte a halál egy párizsi kórházban. Egyedül az énekes Gălut maradt életben, így a tragédia következtében az együttes feloszlott.

## Diszkográfia
- Goodbye to Gravity (2012)
- Mantras of War (2015)

## Tagok
- Mihai Alexandru † – gitár
- Bogdan Enache † – dob
- Alex Pascu † - basszusgitár
- Vlad Țelea † – gitár
- Andrei Găluț – ének

## Fordítás
- Ez a szócikk részben vagy egészben  a   Goodbye to Gravity című angol Wikipédia-szócikk fordításán alapul.  Az eredeti cikk szerkesztőit annak laptörténete sorolja fel. Ez a jelzés csupán a megfogalmazás eredetét és a szerzői jogokat jelzi, nem szolgál a cikkben szereplő információk forrásmegjelöléseként.
- Ez a szócikk részben vagy egészben  a   Goodbye to Gravity című román Wikipédia-szócikk fordításán alapul.  Az eredeti cikk szerkesztőit annak laptörténete sorolja fel. Ez a jelzés csupán a megfogalmazás eredetét és a szerzői jogokat jelzi, nem szolgál a cikkben szereplő információk forrásmegjelöléseként.